# フーベルトゥス・フォン・ファーバー＝カステル
フーベルトゥス・アレクサンダー・ヴォルフガング・リューディガー・エマヌエル・ヴィルヘルム・グラーフ（伯爵）・フォン・ファーバー＝カステル（Hubertus Alexander Wolfgang Rüdiger Emanuel Wilhelm Graf von Faber-Castell, 1934年4月8日 シュタイン - 2007年1月29日 ミュンヘン）は、ドイツの実業家・企業経営者。
2つの企業財閥の後継者を両親として生まれた。父ローラント・フォン・ファーバー＝カステル伯爵は文房具産業大手のファーバーカステル社の総帥であった。母アリックス＝メイ・フォン・ファルケンベルク・ウント・ルートヴィヒスドルフはサル・オッペンハイム銀行を経営するオッペンハイム家の相続人の1人だった。しかし誕生時、すでにドイツはナチス政権下にあり、混血ユダヤ人と認定された母の一族は銀行経営権の放棄を強要され、両親も1935年離婚した。戦後、成人したフーベルトゥスは父母両方の経営する会社でそれぞれ短期間働いた。ファーバーカステル社の経営権は最終的に父から異母弟アントン・ヴォルフガング・フォン・ファーバー＝カステルに引き継がれた。フーベルトゥスはアジアに赴き、中国でテレビ受信機製造業を起こした。そのおかげで中国政府の公式声明において「中国人の偉大な友（ „großer Freund Chinas“　）」と呼ばれ、北京市名誉市民にもなった。
私生活では、生涯に3度結婚した。1960年リーゼロッテ・ベッカー（1939年 - ）と最初に結婚し、1男1女を得た後1967年離婚。1970年繊維業で財を成したライエン家出身の男爵令嬢アーデルハイト・フォン・デア・ライエン（1945年 - 2010年）と再婚し1女を得るが1982年に離婚。1984年ドロテア・ミュールバッハ（1948年 - 2006年）と三度目の結婚をした。3人の子は以下の通り。
- カロリーネ・フォン・ファーバー＝カステル（1961年 - ） - ミヒャエル・ゲッツェンスと結婚、ドイツ・スイス二重国籍者[3]。
- パトリック・フォン・ファーバー＝カステル（1965年 - ） - 女優マリエラ・アーレンス（ドイツ語版）と結婚・離婚
- フローリア＝フランツィスカ・フォン・ファーバー＝カステル（1974年 - ） - ヘッセン家家長ハインリヒ・ドナトゥス・フォン・ヘッセンと結婚[4]。

## 引用・脚注
1. ↑  母方祖母ヴィクトリア・フォン・オッペンハイム（1871年 - 1938年）の再婚相手は駐日ドイツ特命全権公使を務めた外交官カジミーア・フォン・ライデン伯爵（Kasimir Graf von Leyden）である。ヴィクトリアの甥の1人に民族主義者・政治犯のアントン・フォン・アルコ・アオフ・ファーライ伯爵がいる。
2. ↑  SPIEGEL-Verlag Rudolf Augstein GmbH & Co. KG (23 March 1987). "Besondere Revolution". Der Spiegel (Deutsch). Spiegel-Verlag. 2018年11月12日閲覧。
3. ↑  Dagmar Haas-Pilwat (6 October 2013). "Erfolgreich angespitzt". WELT (Deutsch). Axel Springer SE. 2018年11月12日閲覧。
4. ↑  Der Stern (18 May 2003). "Hessen-Prinz heiratet Faber-Castell-Gräfin". STERN (ドイツ語). Gruner + Jahr. 2018年11月12日閲覧。